# Ellie Goulding
Ellie Goulding (přechýleně Ellie Gouldingová, rodným jménem Elena Jane Goulding; * 30. prosince 1986, Hereford) je anglická zpěvačka, textařka a kytaristka. Ovládá ale i hru na bicí a mandolínu. Svou kariéru začala, když potkala hudební producenty Starsmithu a Frankmusika, a později si ji všiml Jamie Lillywhite, který se stal jejím manažerem. Po podpisu smlouvy s Polydor Records v červenci 2009 vydala své první EP An Introduction to Ellie Goulding později téhož roku. Proslavila se především díky úspěchu v anketě BBC Sound of 2010 a vítězstvím Ceny kritiků na BRIT Awards.
Své debutové studiové album Lights vydala v roce 2010 a debutovalo na 1. místě britského žebříčku alb a ve Spojeném království se ho prodalo přes 850 000 kopií. V listopadu 2010 vyšla nová edice alba Bright Lights, z čehož vydala dva singly: cover verzi skladby Eltona Johna Your Song, která se umístila na 2. místě v UK Singles Chart a píseň Lights, která se umístila na 2. místě v americkém žebříčku Billboard Hot 100.
Druhé studiové album Halcyon vyšlo v roce 2012 a předcházel mu hlavní singl Anything Could Happen. Album debutovalo na 2. příčce v UK Albums Chart a po 65 týdnech se umístilo na prvním místě. Halcyon debutovalo na 9. místě v americkém žebříčku Billboard 200. Halcyon Days bylo vydáno v roce 2013 jako nová edice alba a obsahuje singl Burn, který se stal jejím prvním singlem, který dosáhl první příčky žebříčku UK Singles. Na Brit Awards 2014 získala cenu pro nejlepší britskou sólovou umělkyni. Své třetí studiové album, Delirium, vydala v roce 2015 s písní On My Mind jako hlavním singlem alba. Stejný rok získala svou první nominaci na cenu Grammy za nejlepší popový sólový výkon za singl Love Me like You Do, který sloužil jako soundtrack k filmu Padesát odstínů šedi. Píseň dosáhla vrcholu žebříčku UK Singles a třetí pozice Billboard Hot 100.
V roce 2017, na konci svého světového turné Delirium, oznámila, že si chystá dát na neurčito pauzu. Později bylo odhaleno, že se potýkala s úzkostnou poruchou. Během své pětileté pauzy vydala několik samostatných singlů, včetně coveru písně River od Joni Mitchell, který se stal jejím třetím vrcholem v žebříčku UK Singles.
Po skončení pětileté pauzy vydala své čtvrté studiové album Brightest Blue v roce 2020, které se stalo jejím třetím albem, které se umístilo na prvním místě britského žebříčku alb, a čtvrté po sobě jdoucí album s certifikací RIAA. Vyšlo z něj několik singlů, včetně hitů Sixteen, Hate Me (s Juicem Wrldem) a Close To Me (s Diplem & Swaem Lee), který se stal 14. písní Ellie v žebříčku Hot 100, čímž překonala rekord a stala se v té době britkou umělkyní s největším počtem písní v americkém žebříčku.
V roce 2022 vydala píseň Easy Lover s rapperem Big Seanem jako hlavní singl z pátého studiového alba. V březnu 2023 vydala svou třetí spolupráci s DJem Calvinem Harrisem s názvem Miracle, která debutovala na 3. místě britského žebříčku singlů. Ellie se díky umístění v žebříčku zapsala do historie jako britská sólová zpěvačka s nejvíce písněmi v žebříčku. S celkovým počtem 35 písní tak předčila Shirley Bassey. Píseň později nakonec dosáhla 1. místa žebříčku a jde o čtvrtou píseň Ellie, která dosáhla vrcholu žebříku. Páté studiové album Higher Than Heaven vyšlo 7. dubna 2023.
Za svou kariéru obdržela několik ocenění včetně Billboard Music, iHeartRadio Music, People's Choice nebo Teen Choice.

## Biografie
Narodila se a vyrůstala ve městečku Lyonshall, poblíž Kingtonu v Hereforshire v Anglii. Má bratra (Alex Goulding) a dvě sestry (Jordan a Isabel Goulding). Studovala na Lady Hawkins' High School v Kingtonu v Herefordshiru. Později navštěvovala vzdělávací institut Hereford Sixth Form College, ale nakonec odešla na Kent University. Zde po dobu roční pauzy rozvíjela svůj talent. Od devíti let hrála na klarinet a ve čtrnácti se naučila hrát na kytaru. Již v patnácti letech začala psát své vlastní folkové písně. Během studií na univerzitě, kde studovala drama, začala spolupracovat s Vincentem Frankem (profesně je znám jako Frankmusik) na skladbě Wish I Stayed. Zanedlouho se spřátelila se Starsmithem, který se stal hlavním producentem jejího
debutového alba Lights. Po dvou letech studia z Kent University opět na rok odešla a přesunula se do Západního Londýna.

## Hudební kariéra

### Rok 2009
V roce 2009 začala spolupracovat s nahrávací společností Polydor Records. I přesto svůj druhý singl Under the Sheets nahrávala v malé nezávislé společnosti Neon Gold Records. Premiéra písně 20. září 2009 na BBC Radio 1 jí přinesla velký úspěch, který vedl k tomu, že se singl umístil na 53. místě v UK Singles Chart.
V říjnu 2009 hostovala na turné Little Boots a 20. října 2009 byla hostem v show Later... with Jools Holland se skladbami „Under the Sheets“ a „Guns and Horses“.
Její píseň Wish I Stayed se stal singlem týdne na UK iTunes Store od 22. do 28. prosince 2009.

### 2010: Lights
Před vydáním jejího debutového alba Lights bylo oznámeno, že vyhrála BBC Sound of 2010, což je cena mapující talenty a možné budoucí hvězdy dle mínění kritiků, hudebních vydavatelů a představitelů hudebního průmyslu a vyhrála i Cenu kritiků BRIT Awards pro rok 2010.
Její album Lights, které bylo uvedeno singlem Starry Eyed dne 22. února 2010, vyhrálo žebříček UK Albums Chart. Velká část alba je výsledkem spolupráce s anglickým producentem Starsmithem.
Píseň Starry Eyed zazněla také ve filmu Kick-Ass, jehož soundtrack vydalo vydavatelství Polydor Records v březnu téhož roku.
Z její textařské činnosti vyjmenujme písně „Love Me Cos You Want To“ pro album Ten od Gabrielly Cilmi nebo „Remake Me and You“ a „Jumping Into Rivers“ od Diany Vickers (spoluautoři: Vickers a Guy Sigsworth)
V roce 2010 poprvé vystoupila na iTunes festivalu a oblíbila si ho na tolik, že na něm vystupovala i v roce 2012 a 2013.

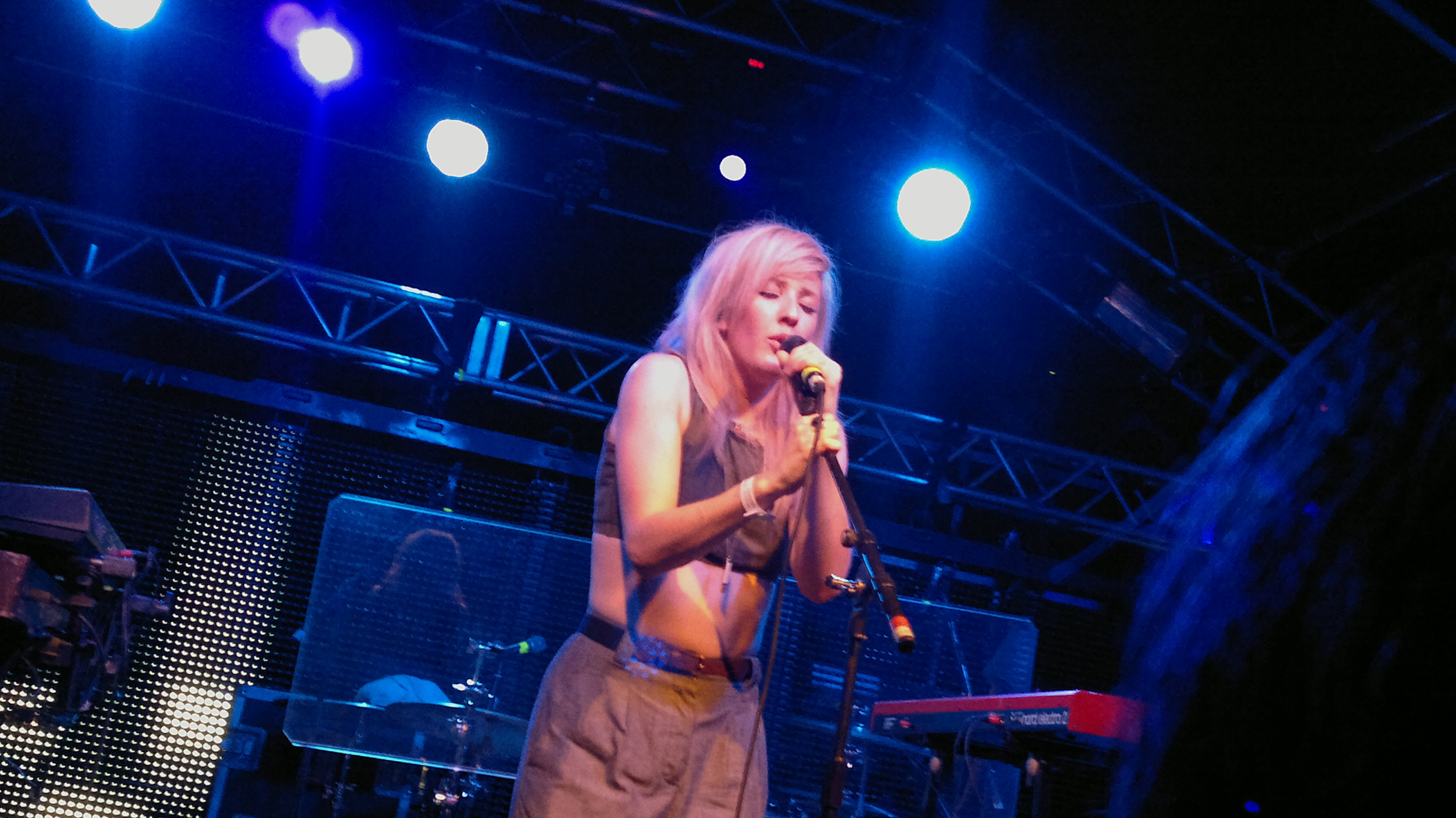
Ellie během vystoupení v roce 2010

### 2011–2013: Halcyon a Halcyon Days
29. dubna 2011 zpívala na svatební hostině prince Williama a Catherine Middleton v Buckinghamském paláci. Zpívala i pro Baracka Obamu a jeho ženu.

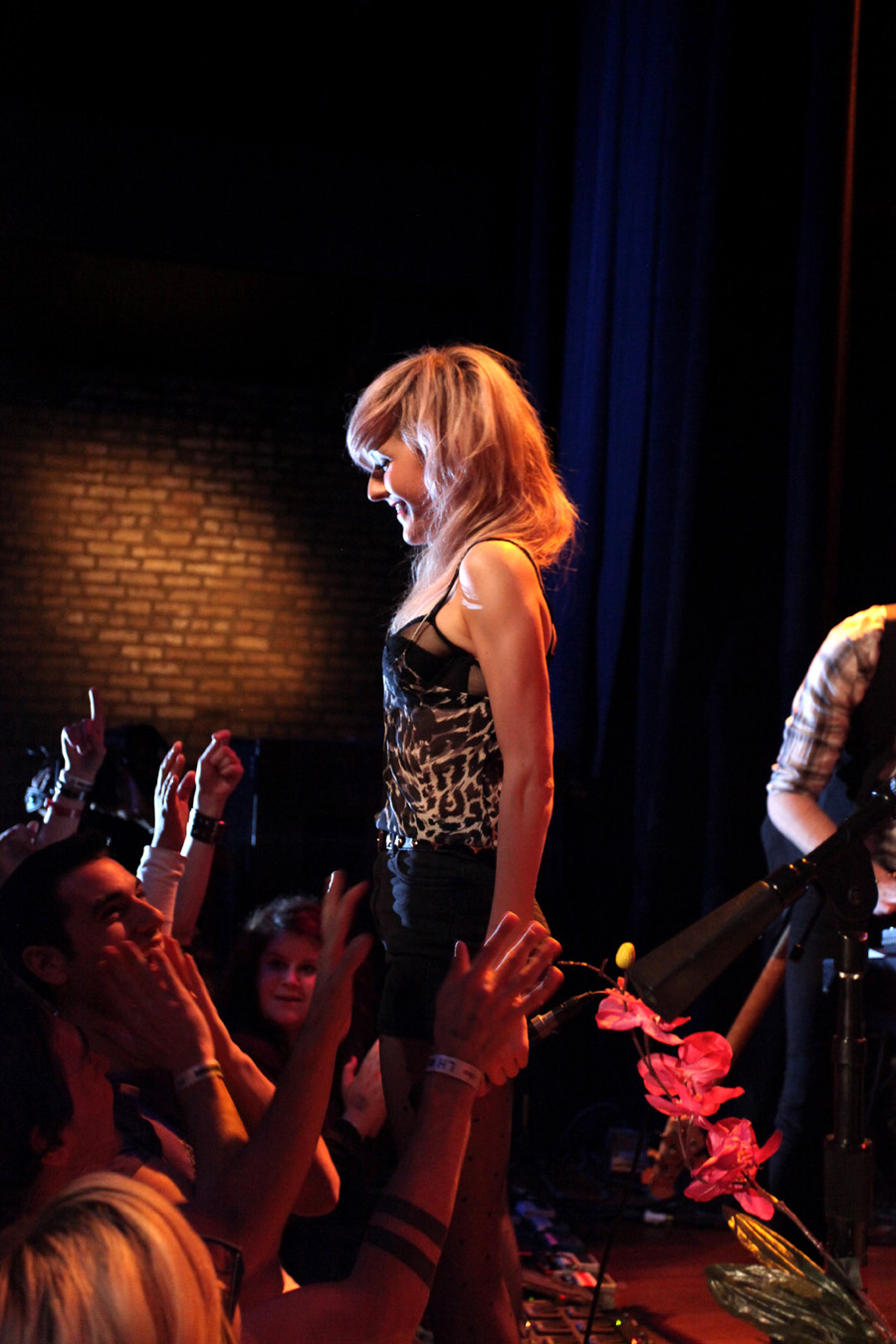
Ellie během vystoupení v roce 2011 v Chicagu

5. října 2012 vydala s vydavatelstvím Polydor Records svoje druhé studiové album Halcyon. Album získalo pozitivní ohlasy od světových kritiků, především kvůli tomu jak na desce vyniká její výjimečný hlas a předurčili jí kariéru velké hvězdy. V žebříčku UK Albums Chart debutovalo na 2. místě. V americkém žebříčku Billboard 200 debutoval na 9. místě.

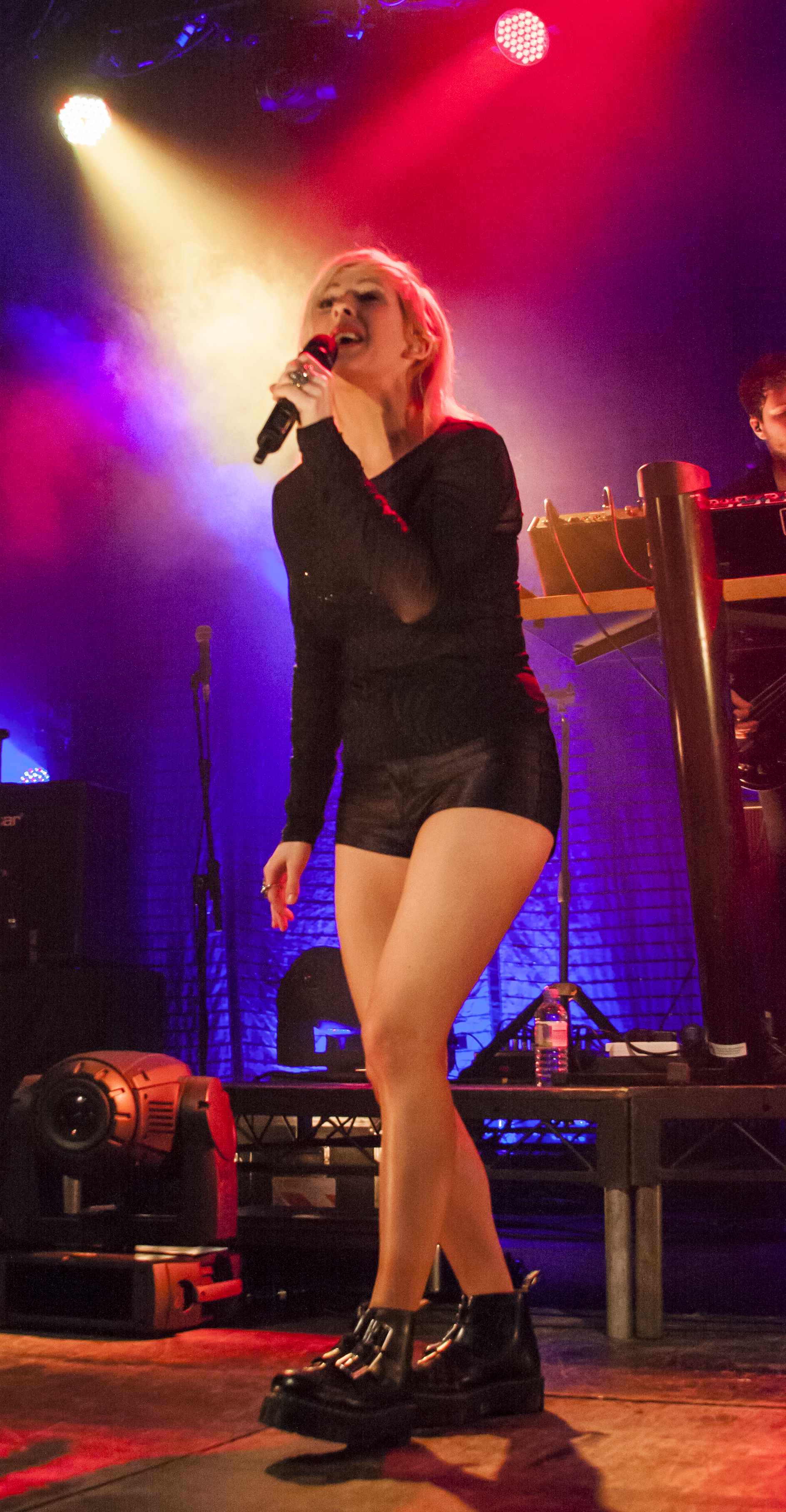
Ellie během vystoupení v roce 2012

26. srpna 2013 byla vydána reedice alba Halcyon, nazvaná Halcyon Days, obsahujíc i hit Burn, který obsadil vysoké příčky v mnoha hitparádách a v hitparádě UK Singles Chart zvítězil.

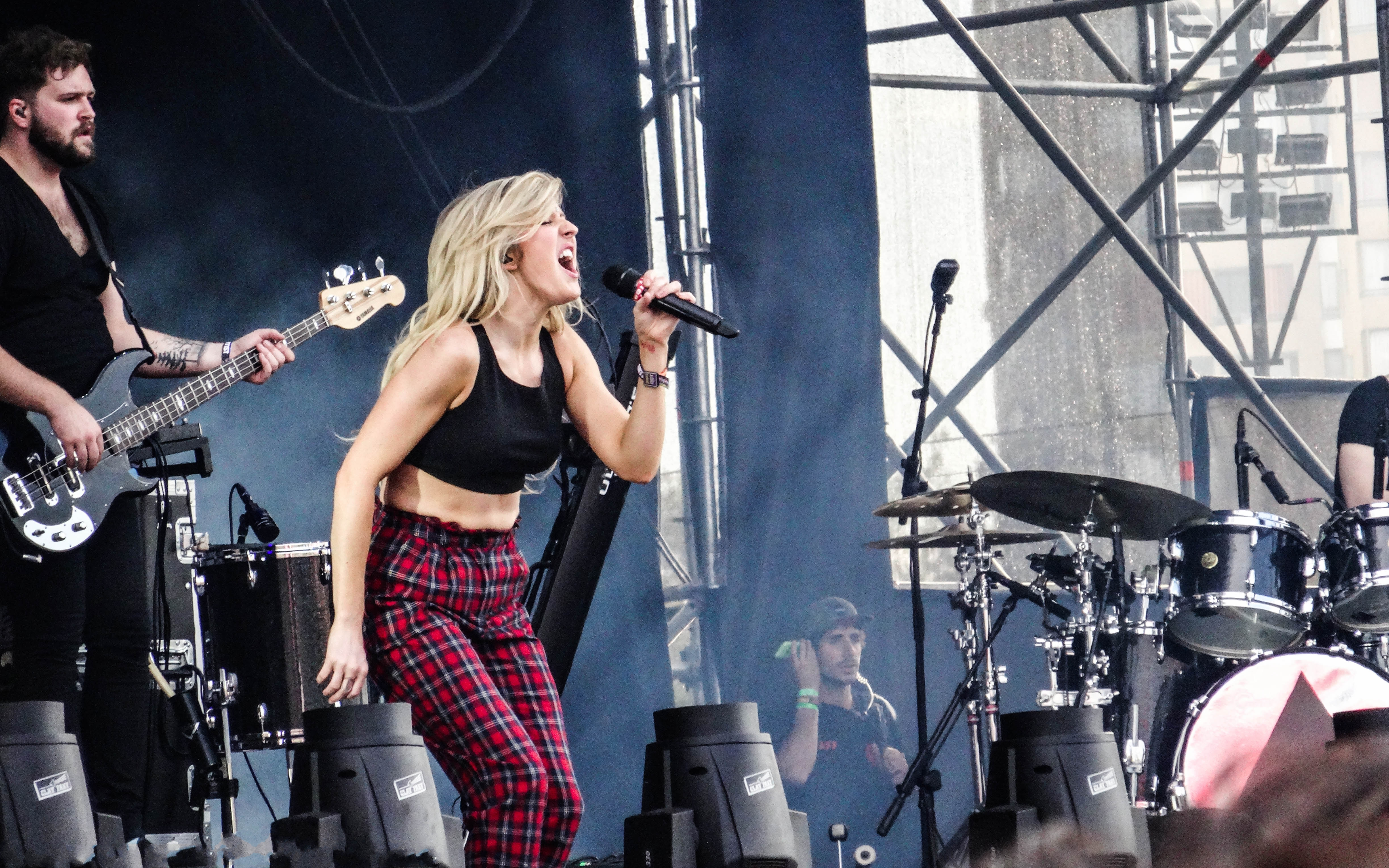
Ellie během vystoupení na festivalu Lollapalooza v Chile v roce 2013

### 2014–2017:Delirium
Na konci roku 2014 oznámila, že dočasně přestává koncertovat a bude se soustředit na své třetí studiové album Delirium.

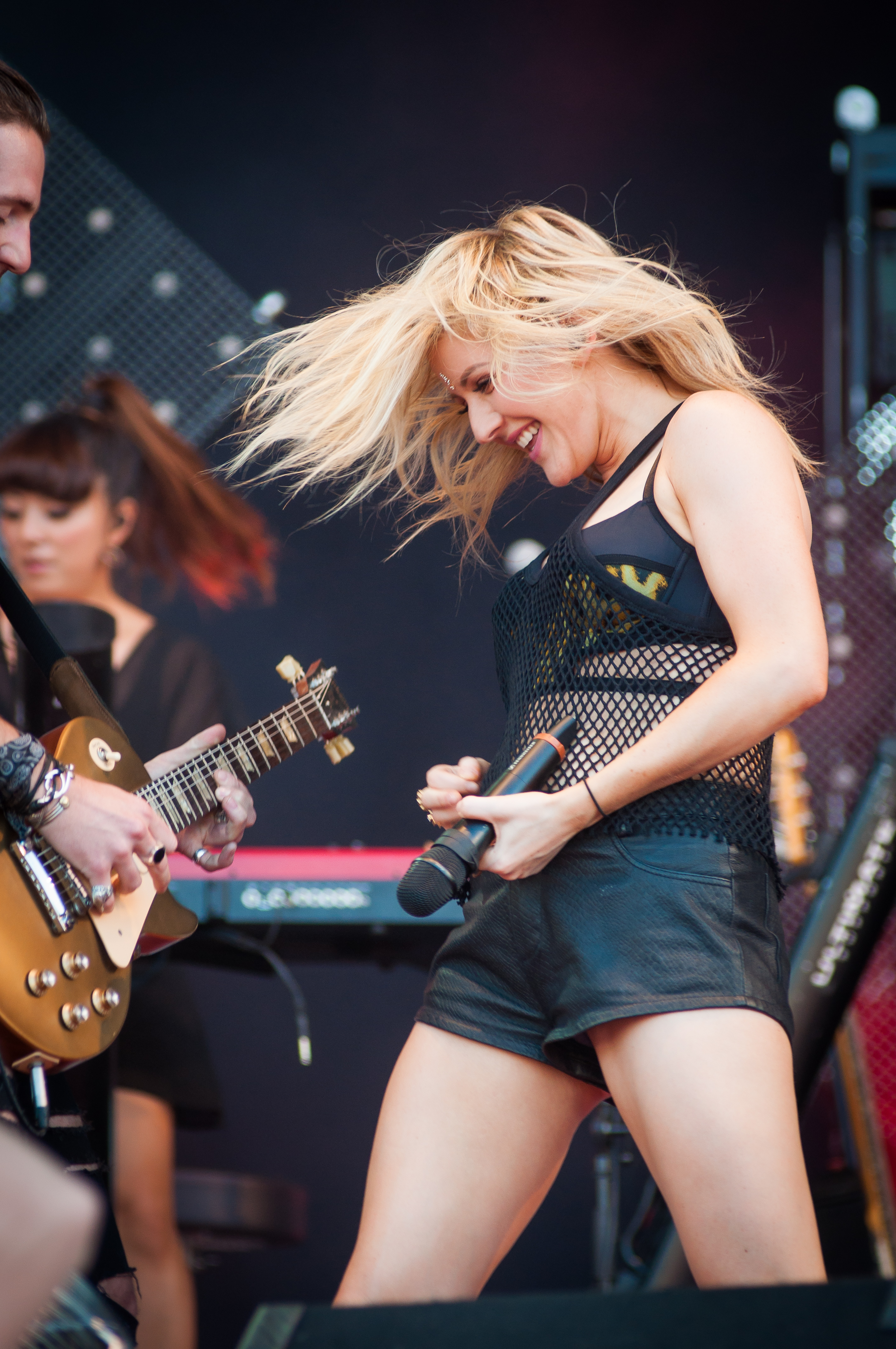
Ellie během vystoupení v roce 2014

Na začátku roku 2015 vypustila do světa singl Love Me Like You Do, který byl použit v soundtracku k filmu Padesát odstínů šedi. Videoklip byl přidán na YouTube 22. ledna 2015. Singl byl velice úspěšný a strávil 4 týdny na prvním místě v prestižní hitparádě UK Singles Chart. Píseň trhala hitparády i v jiných zemích například.: Německo, Austrálie a Nový Zéland. V americkém Billboard Hot 100 se singl umístil na 3. místě. Singl drží rekord pro nejvíce hraný song v jednom týdnu ve Velké Británii.
Goulding se objevila na novém albu Peace Is The Mission od Major Lazer, jako hostující umělec na písni Powerful po boku Tarrus Riley. 27. července Ellie oznámila na svém Instagramu, že dokončila své třetí studiové album. Později byl oznámen název alba – Delirium a vydání prvního singlu, který bude nést název On My Mind. Dne 7. září 2015, bylo oznámeno, že Goulding bude vystupovat na 2015 AFL Grand Final, spolu s kanadským hudebníkem Bryanem Adamsem. Její debutový singl On My Mind z nového alba Delirium měl premiéru 17. září 2015 v BBC Radio 1 Breakfast Show. Ellie zazpívala singl hned o týden později na Apple Music Festivalu.
Dne 9. září 2015 byl vydán propagační singl Something In The Way You Move. Lyric video je tvořeno tancujícími fanoušky. Dne 15. října téhož roku bylo oznámeno, že druhým singlem z připravovaného alba bude píseň Army. Ta je věnovaná a napsaná pro její nejlepší přítelkyni Hannah. 22. října 2015 byl vydán další propagační singl k albu, a to píseň Lost and Found.
Album vyšlo 6. listopadu 2015. Standardní edice Delirium obsahuje 16 songů a vylepšená Deluxe verze songů 22, včetně hitu Outside, na kterém Ellie spolupracovala se svým dobrým kamarádem Calvinem Harrisem. Exkluzivní edice pro Target obsahuje jako jediná ještě 3 nové písně – Let it Die, Two Years Ago a hit Powerful.

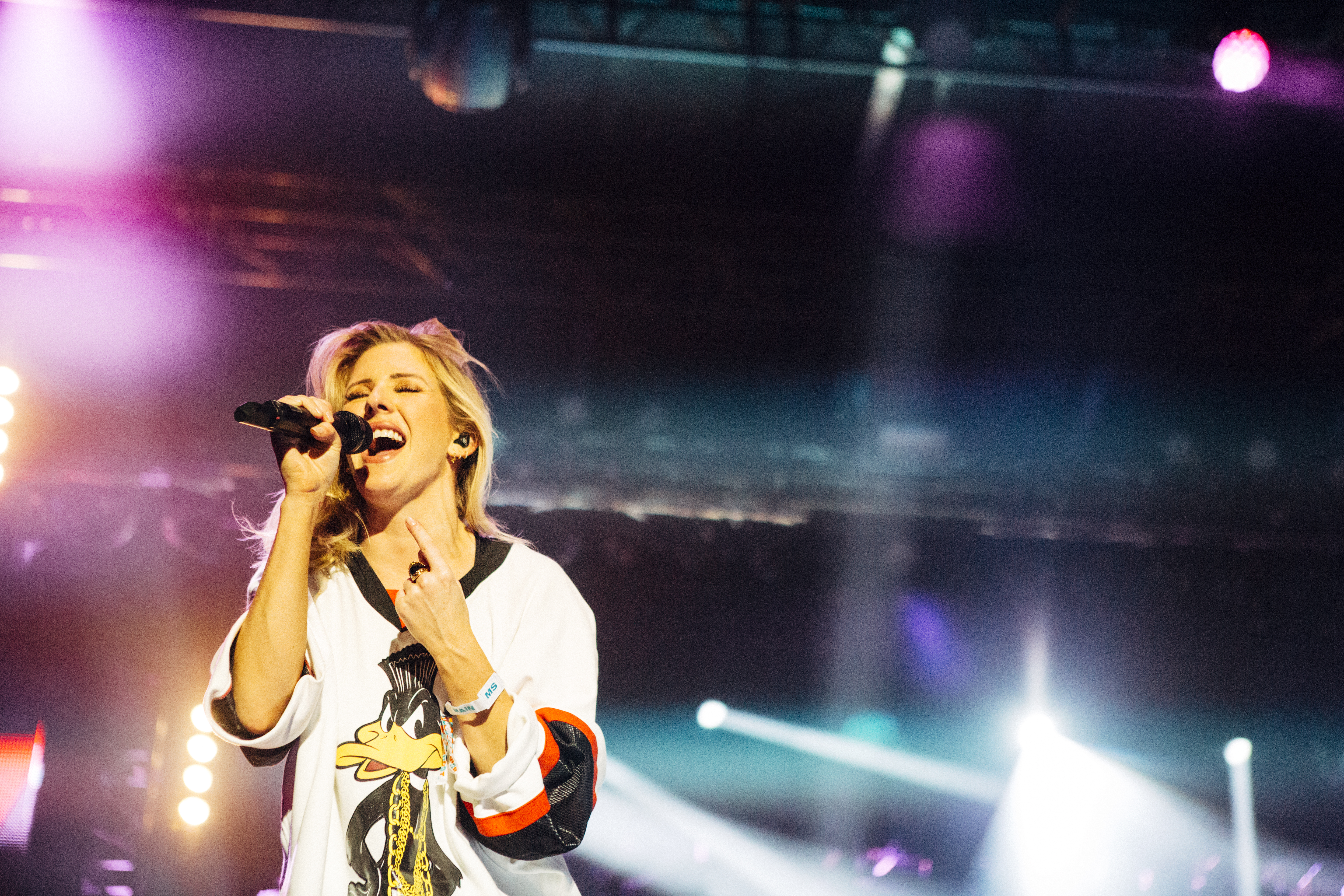
Ellie vystupující v roce 2015

21. ledna 2016 odstartovala Ellie své třetí turné a 30. ledna 2016 zavítala se svým Delirium World Tour i do pražské O2 areny.

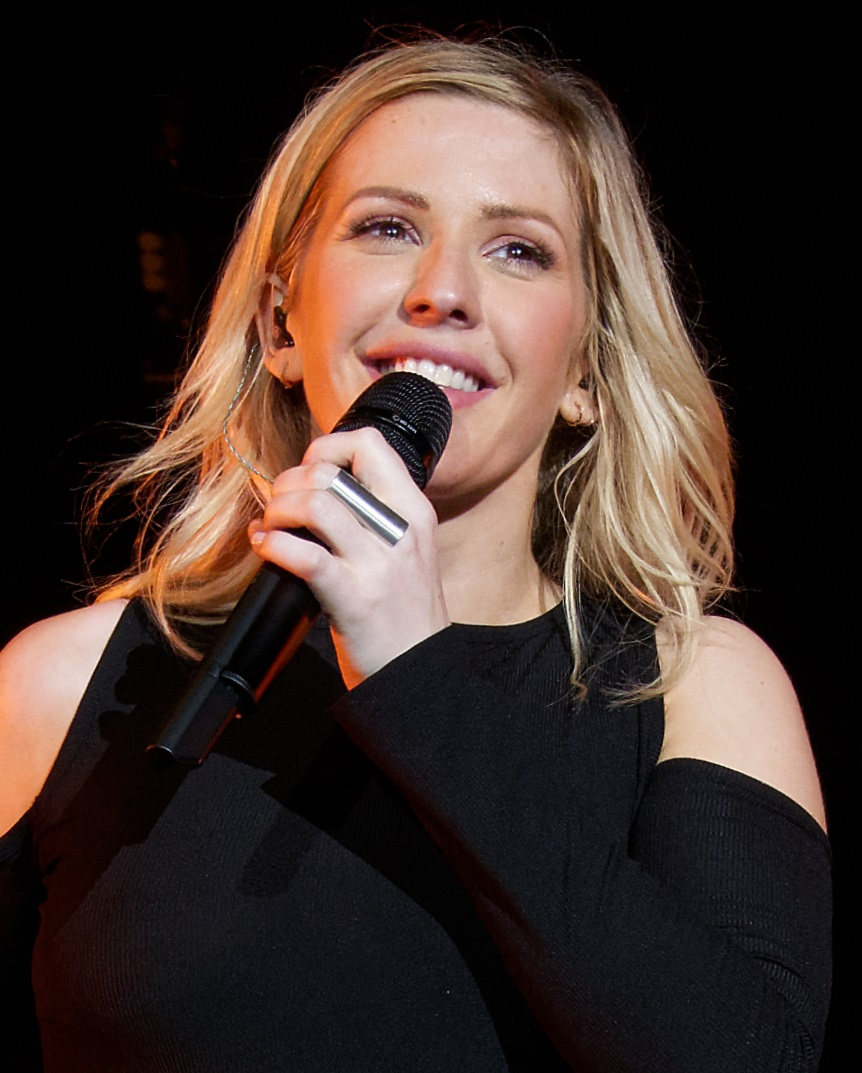
Ellie vystupující 8. dubna 2016 v Los Angeles

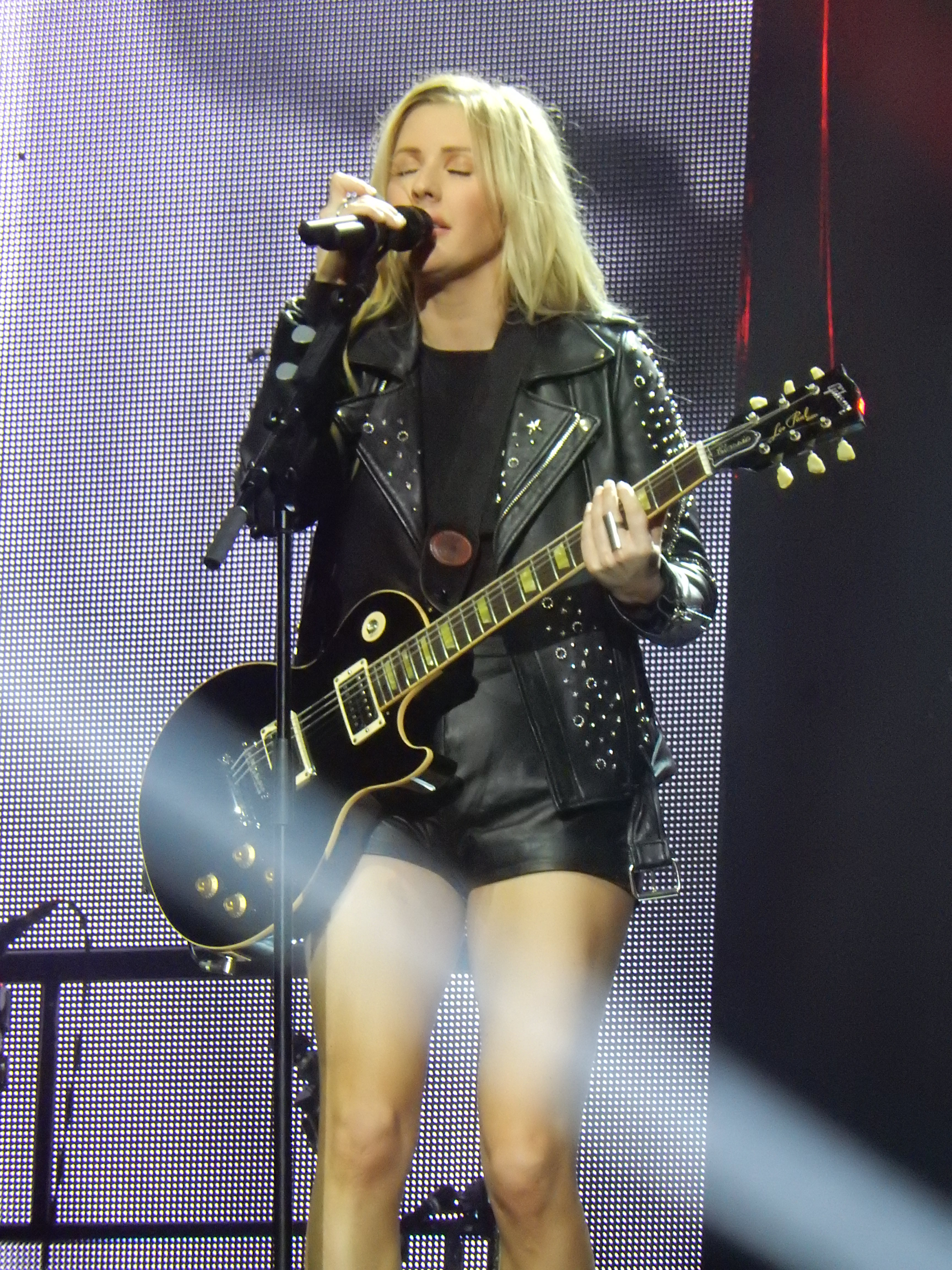
Ellie vystupující v roce 2016 v Londýně

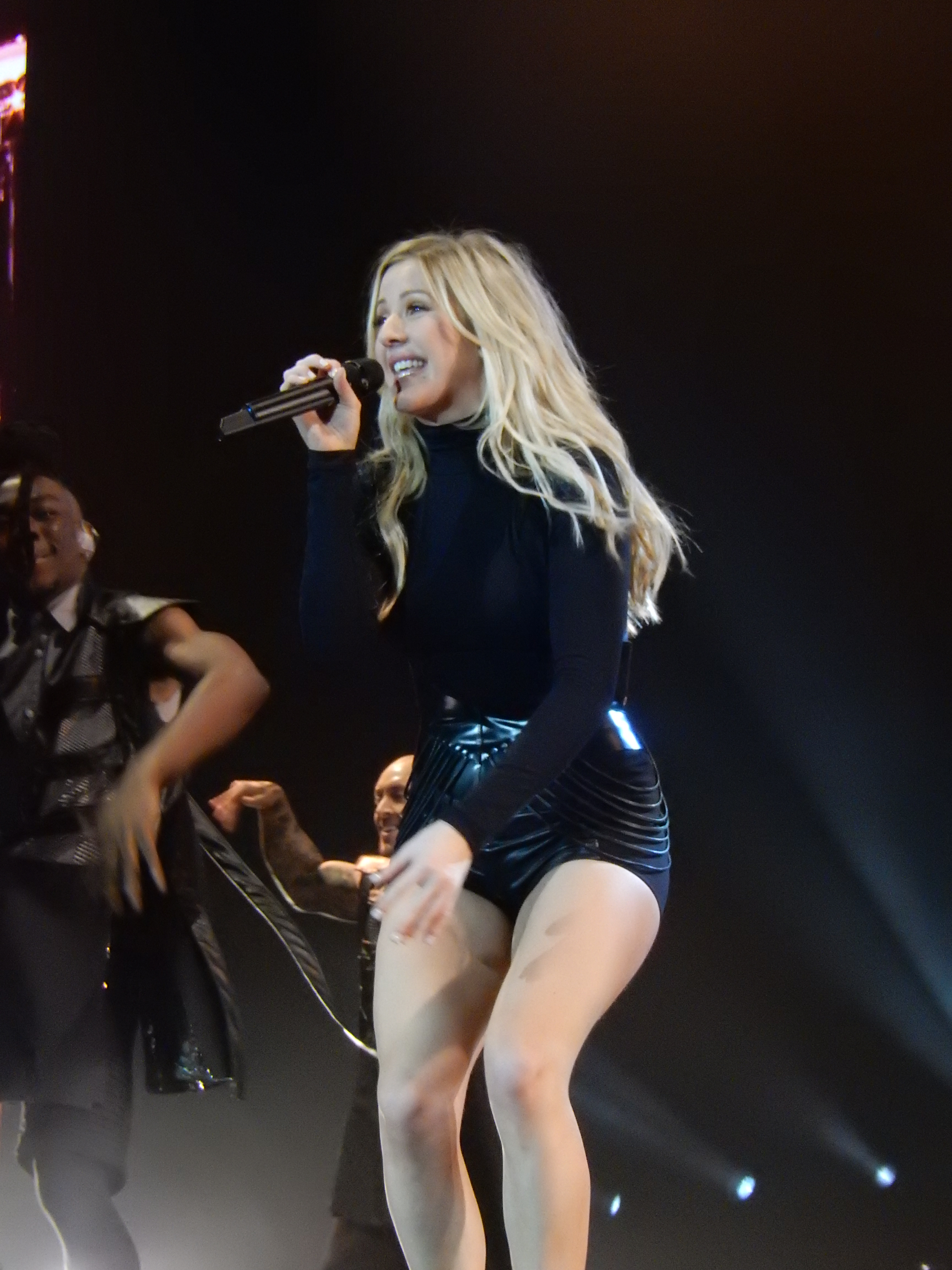
Ellie vystupující v roce 2016 v Londýně

19. srpna 2016 vydala píseň Still Falling For You jako soundtrack pro film Dítě Bridget Jonesové. Píseň First Time s Kygem vyšla 28. dubna 2017.

### 2018–2021:Brightest Blue
24. října 2018 vydala píseň Close To Me s Diplem a Swaem Lee jako úvodní píseň k čtvrtému albu.
1. ledna 2019 oznámila, že pracuje na svém čtvrtém albu, které mělo být vydáno v roce 2019. 1. března vydala další singl Flux. O albu řekla: „Je to hodně napsáno mnou.“. Dne 12. dubna 2019 vydala singl Sixteen. 26. června 2019 vyšla píseň Hate Me s americkým rapperem Juice Wrld. V červenci uvedla, že jejím dalším materiálem, který má být propuštěn, budou písně Woman I Am a Start. V listopadu vydala cover vánoční skladby Joniho Michella s názvem River, který se umístil na 1. místě žebříčku UK Singles Chart.
13. března 2020 vydala nový singl Worry About Me, který byl vytvořen ve spolupráci s Blackbearem. V březnu také odhalila, že album se bude skládat ze dvou částí. 21. května vydala singl Power a 30. června singl Slow Grenade s Lauvem. Album Brightest Blue vyšlo 17. července 2020 a skládá se ze dvou částí. První část je stejnojmenná jako album a obsahuje 13 skladeb, druhá část se jmenuje EG.0 a obsahuje 5 skladeb v standardní edici a v digitální mezinárodní edici obsahuje ještě singl Sixteen.
Za účelem propagace alba měla Ellie vyrazit na turné Brightest Blue Tour dne 28. dubna 2021, ale datum zahájení turné bylo posunuto na 5. října 2021 kvůli restrikcím spojeným s onemocněním COVID-19 ve Spojeném království.

### 2022–současnost:Higher Than Heaven

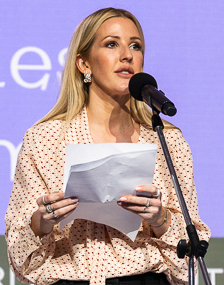
Ellie během návštěvy Ukrajiny na druhém summitu prvních dám a pánů v červenci 2022

V březnu 2022 na Twitteru uvedla, že dokončuje své nové album. Dne 19. června 2022 Ellie vystupovala na festivalu Rock in Rio v Lisabonu v Portugalsku. Po koncertě oznámila, že v červenci má v plánu vydat novou hudbu. Následující den si nastavila černé profilové fotky na všech svých sociálních sítích. V červenci 2021, během rozhovoru s Joe Wicksem, popsala nadcházející album jako "taneční desku. Je to elektronický pop, taneční věc z vesmíru." Dne 4. července 2022 oznámila vydání písně Easy Lover s Big Seanem, která vyšla 15. července jako hlavní singl k albu. Po ní následovala 7. října další píseň All by Myself, což je spolupráce mezi Ellie a producenty Alokem a Sigalou. Třetí singl z alba Let It Die vydala spolu s videoklipem 19. října a ve stejný den oznámila, že její páté studiové album Higher Than Heaven vyjde 3. února 2023. V listopadu 2022 sdílela seznam skladeb alba spolu s úryvkem každé písně na svých sociálních sítích.
Ačkoli datum vydání alba bylo původně oznámeno na 3. února 2023, Ellie 9. ledna 2023 oznámila, že datum vydání alba bylo posunuto na 24. března. Při oznámení posunutí vydání odhalila, že se v zákulisí objevily nějaké vzrušující příležitosti. Zároveň také potvrdila, že další singl se jmenuje Like A Saviour. 12. ledna přidala na sociální sítě fotku ze studia s DJem Calvinem Harrisem, se kterým již v minulosti několikrát spolupracovala.

## Osobní život
Jejím přítelem byl moderátor Greg James, americký DJ Skrillex, anglický herec Jeremy Irvine a anglický kytarista ze skupiny McFly Dougie Poynter.
Její nejlepší kamarádka a osobní asistentka je Hannah Suzanne Lowe, píseň "Army" jí byla věnována a také fanouškům Ellie. Během Big Show Michaela McIntyra odhalila, že je také blízká kamarádka s princeznou Beatrice z Yorku.
Dne 7. srpna 2018 oznámila vztah s Casparem Joplingem. Caspar je vnukem bývalého konzervativního poslance Michaela Joplinga, který byl ministrem zemědělství, rybolovu a potravin od roku 1983 do roku 1987. Pár měl svatbu 31. srpna 2019. Na svatbu dorazili také například Katy Perry s Orlandem Bloomem, James Blunt, Sienna Millerová, vévodkyně z Yorku Sarah, její dcery princezny Beatrice a Eugenie, manžel princezny Eugenie Jack Brooksbank šel ženichovi za svědka.
Několikrát hovořila o svých zkušenostech se stavem duševního zdraví. V roce 2016 diskutovala o panických útocích způsobených studiovým prostředím, které jí bránilo v práci. V roce 2017 diskutovala o přetrvávajících otázkách důvěry a vážných obavách, které zažila. Mluvila o zvýšené důvěře v sebe sama, což snižuje nervozitu, kterou zažívá. Řekla, že kondice a box v tělocvičně jí pomohly překonat panické útoky a úzkost.
Podporuje Labouristickou stranu. Podporovala hlasování o zachování členství Velké Británie v Evropské unii v referendu v roce 2016 a v důsledku výsledku vyjádřila své zklamání na Twitteru a řekla: „Opravdu věřím, že se jedná o jednu z nejničivějších věcí, která se během mého života stane.“.
V roce 2019 byla pokřtěna.
Svůj volný čas tráví s rodinou, kamarády v klubech, také ráda běhá a sází javory.

## Charita a dobročinnost

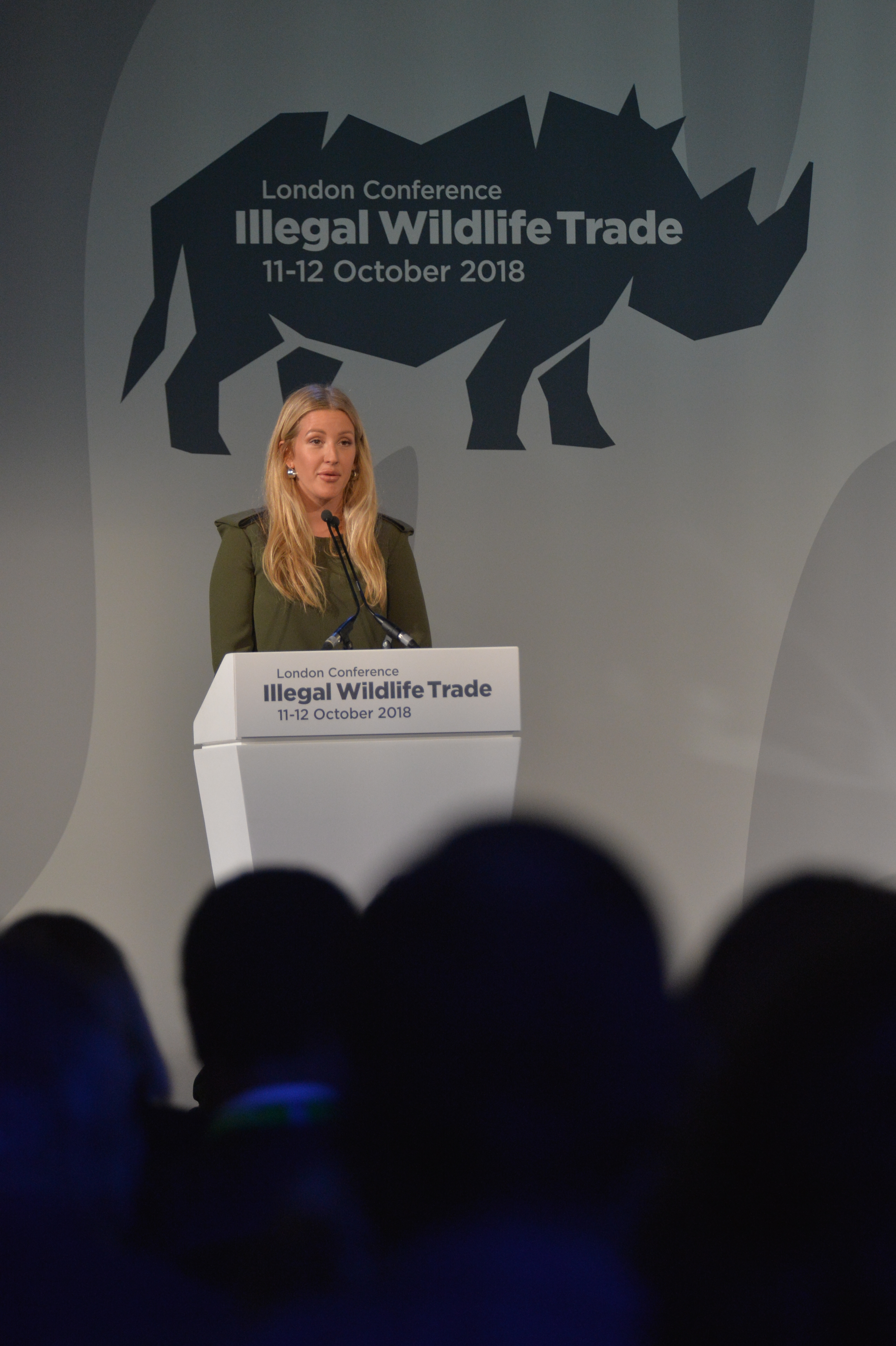
Ellie během projevu v Londýně v roce 2018 ve své roli velvyslankyně dobré vůle OSN pro životní prostředí

V roce 2010 běžela Bupa Great North Run pro nadaci British Heart Foundation zaměřenou na pomoc lidem se srdečním onemocněním.
V roce 2011 běžela běh She Runs LA pro charitu Students Run LA. Stala se partnery charitativních akcí Pandora Radio a Chime for Chang.
13. listopadu 2013 vystupovala na charitativní akci Children in Need Rocks na pomoc dětem v nouzi, kde také oznámila že do této nadace půjde část výtěžku z písně How Long Will I Love You. 28. dubna 2013 běžela inaugurační Nike Women Half Marathon ve Washingtonu a zaběhla ho v čase 1:41:35.
Dne 15. listopadu 2014, se Ellie připojila k charitativní skupině Band Aid 30 spolu s dalšími britskými umělci a podílela se na nové verzi skladby „Do They Know It's Christmas?“ v Sarm West Studios v Notting Hill, Londýn. Píseň byla vydaná, aby získala peníze na pomoc vyřešení 'ebola krize' v západní Africe.
Na Štědrý den 2014 Goulding vařila se svým přítelem jídlo pro lidi bez domova v Londýně.
Dne 16. prosince 2014 s pomocí charitativní organizace Streets of London pozvala své přátele, umělce (Bastille, Jess Glynne, Kodaline, Birdy, Tom Odell, Years & Years, Gabrielle Aplin, Kwabs, …) a uspořádala akci Ellie Goulding + Friends – Tackling Homelessness. Akcí pomohla získat v přepočtu asi 1 300 000 Kč na pomoc lidem bez domova v Londýně.  
Přesně o rok později 16. prosince 2015 tuto akci zopakovala se stejným účelem, ale trochu pozměněným line-upem v Londýnském Roundhouse (Rudimental, John Newman, Olly Alexander z Years & Years, Kwabs, MNEK, Mumford and Sons, …) a pomohla získat v přepočtu více než 2 200 000 Kč. 
V říjnu 2017 získala od Organizace spojených národů cenu Global Leadership Award za globální aktivismus v oblasti životního prostředí a sociální spravedlnosti. Také oznámila, že se k nadaci připojí v roce 2018 jako velvyslankyně dobré vůle.

## Diskografie
- Lights (2010)
- Halcyon (2012)
- Delirium (2015)
- Brightest Blue (2020)
- Higher Than Heaven (2023)

## Turné
- The Lights Tour (2010–11)
- The Halcyon Days Tour (2012–14)
- The Delirium Tour (2015–16)
- Brightest Blue Tour (2021)

### Jako předskokanka
- Katy Perry – California Dreams Tour (2011)
- Bruno Mars – Moonshine Jungle Tour (2013)